# Groby Królewskie z Ur

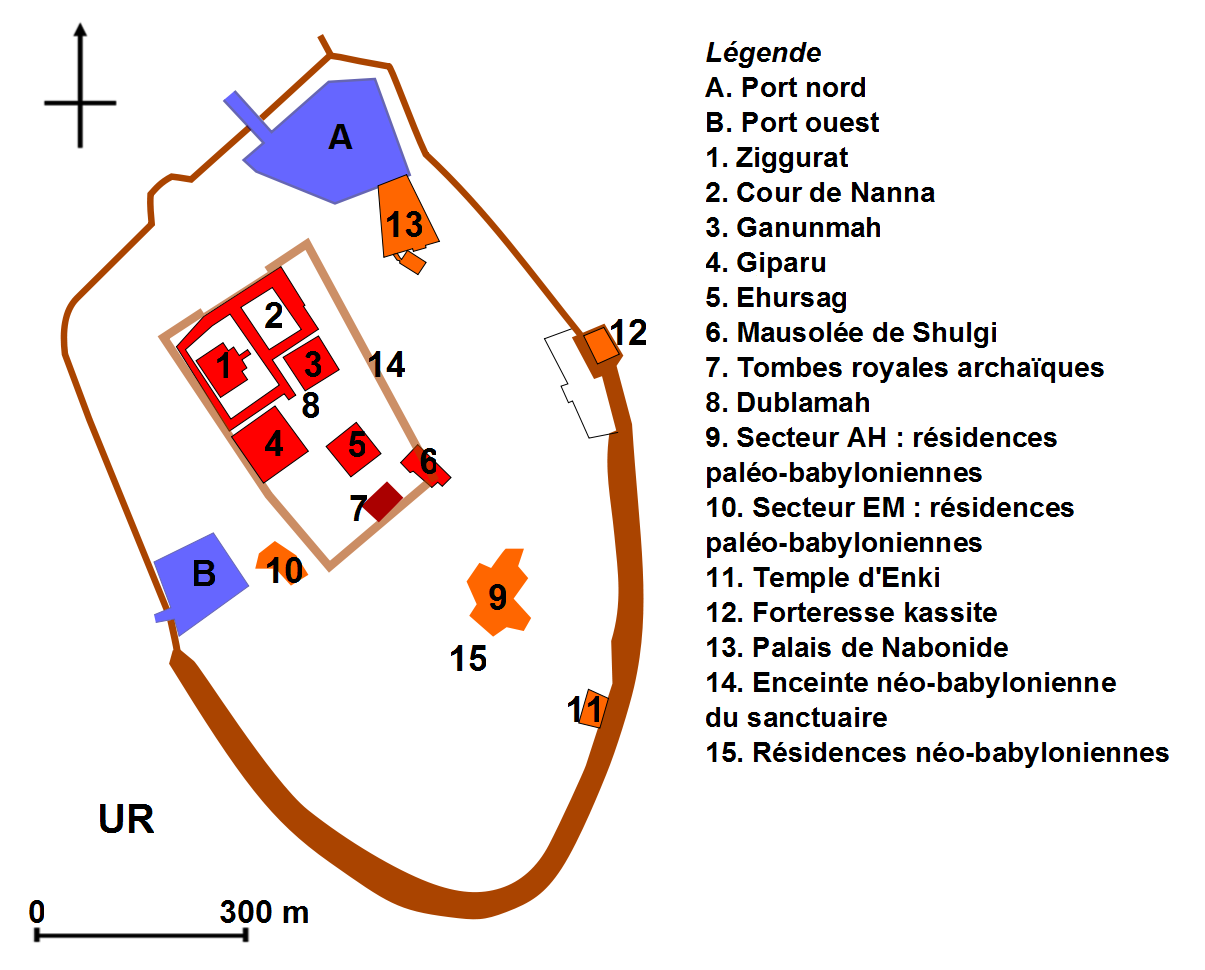
lokalizacja Grobów Królewskich na planie miasta Ur (cyfra 7)

Groby Królewskie w Ur – grobowce odkryte przez Charlesa Leonarda Woolleya podczas prowadzonych w latach 1922-1934 prac wykopaliskowych na stanowisku Tall al-Mukajjar (starożytne Ur) w południowej Mezopotamii. Odsłonięto wówczas cmentarzysko użytkowane od okresu ubajdzkiego (ok. 5000 lat p.n.e.) po okres akadyjski (2334-2112 p.n.e.).

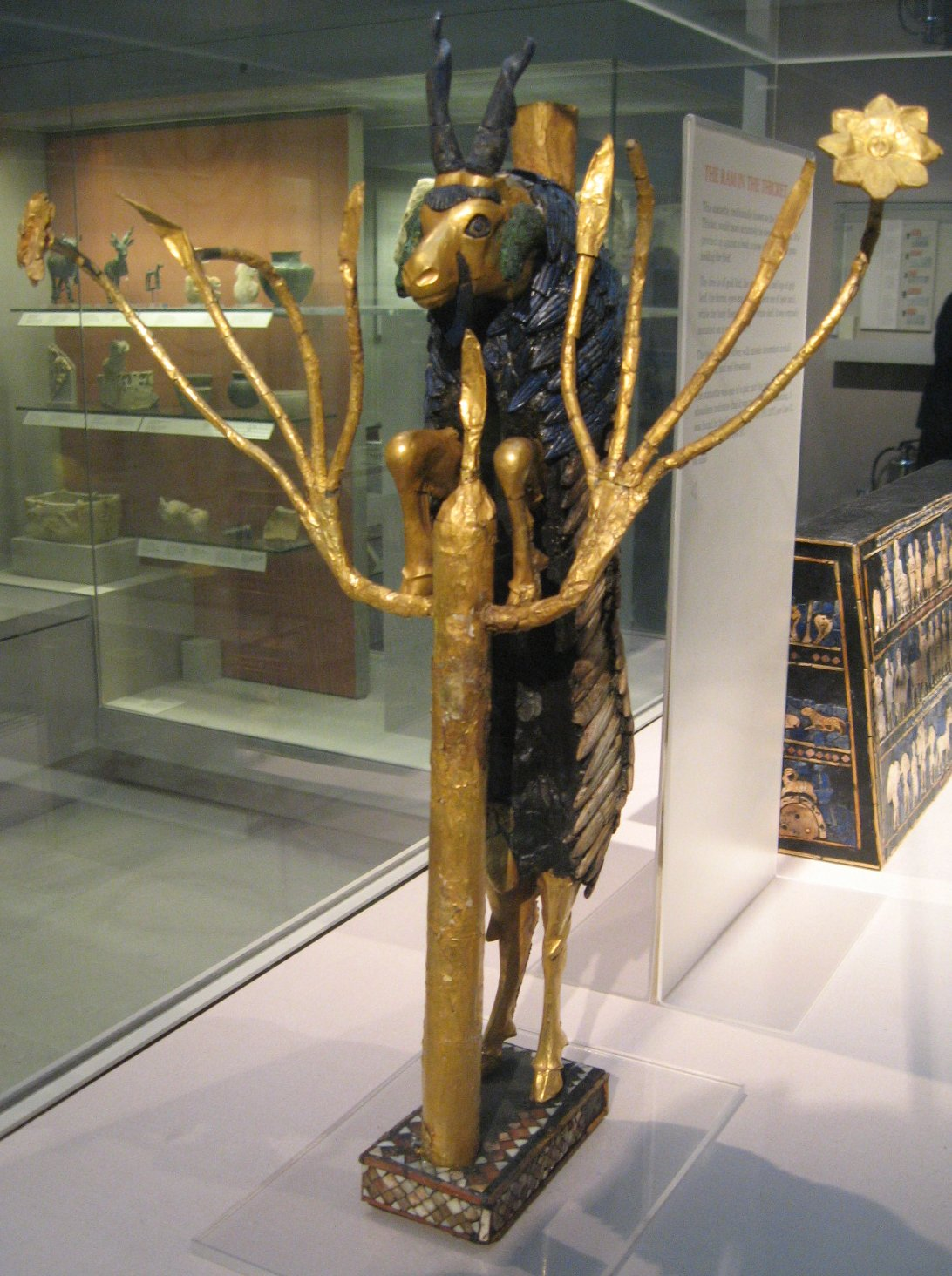
tzw. baran w zaroślach, Groby Królewskie z Ur, obecnie w British Museum

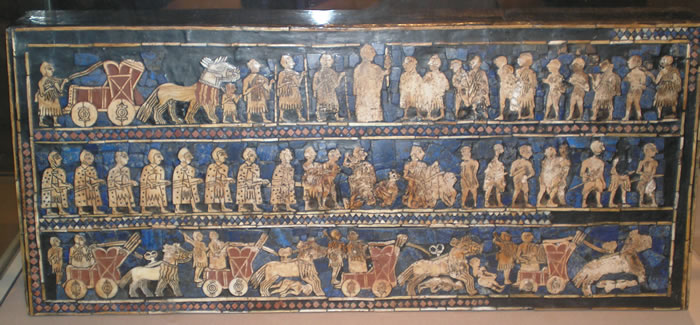
tzw. sztandar z Ur, Groby Królewskie z Ur, obecnie w British Museum

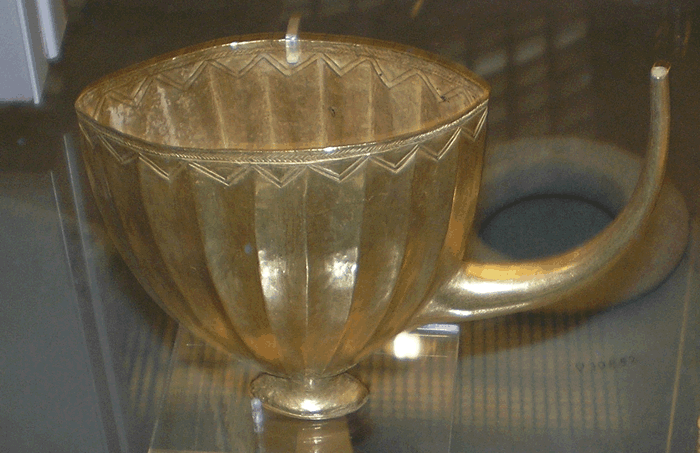
złote naczynie, Groby Królewskie z Ur, obecnie w British Museum

Jedna część cmentarzyska pochodziła z okresu wczesnodynastycznego III A (tak zwanego okresu Fara, 2600-2500 p.n.e.), kiedy to te tereny zamieszkiwali Sumerowie. 
Prowadzący prace archeologiczne na tym stanowisku Charles Leonard Woolley wydzielił 16 spośród wczesnodynastycznych grobów jako tzw. groby królewskie, był bowiem pewien, że pochowani tu byli królowie i królowe Ur. 
Obecnie zdania są podzielone, przyjmuje się również, że mogli tu spoczywać kapłani i kapłanki, jak również tzw. królowie zastępczy z rytuału, który był powszechny na terenie Mezopotamii. Groby królewskie, czyli RT (skrót od Royal Tomb) o numerach 337, 580, 777, 779, 789, 800, 1050, 1054, 1157, 1232, 1236, 1237, 1332, 1618, 1631 oraz 1648 wyróżniały się dla prowadzącego prace konstrukcją grobów, występowaniem komór grobowych lub jam z osobami towarzyszącymi głównemu zmarłemu. W grobie 1237, zwanym Jamą Śmierci, odkryto szczątki aż 73 takich osób. Pochówkom towarzyszyły bogate dary grobowe, od biżuterii i innych ozdób, przez instrumenty muzyczne, broń, narzędzia, figurki zwierzęce po środki transportu, takie jak rydwany czy sanie. Hełm Meskalamduga pochodził jednak z innego grobu, PG (skrót od Private Grave) 755, nie należał więc do Cmentarzyska Królewskiego. Wyposażenie grobów było bardzo bogate i wyróżniało się tym samym na tle innych cmentarzysk okresu wczesnodynastycznego (Abu Salabich, Kisz), gdzie spotkać można głównie pieczęcie cylindryczne, gliniane naczynia i figurki. W Ur znaleziono wiele przedmiotów ze złota, srebra i drogich kamieni, a zabytki takie jak Sztandar z Ur dostarczają tyle informacji o życiu codziennym Sumerów, co żadne inne w dziejach południowej Mezopotamii.